# У Цзядо
У Цзядо́ (нем. Wu Jiaduo, кит. упр. 吴佳多, пиньинь Wú Jiāduō; род. 19 сентября 1977) — немецкая спортсменка китайского происхождения, игрок в настольный теннис, чемпионка Европы, призёрка чемпионатов мира.

## Биография
Родилась в 1977 году в Линьхае (КНР), училась в Шанхае. В 1998 году эмигрировала в Германию.
На чемпионате Европы 2007 года стала обладательницей бронзовых медалей в парном разряде и в составе команды. В 2008 году приняла участие в Олимпийских играх в Пекине, но наград не завоевала. В 2009 году стала чемпионкой Европы. В 2010 году стала обладательницей бронзовой медали чемпионата мира в составе команды. В 2012 году завоевала бронзовую медаль чемпионата Европы в парном разряде, но на Олимпийских играх в Лондоне вновь осталась без наград.